# Raymond Reaux
Raymond Reaux (nascido em 18 de dezembro de 1940) é um ex-ciclista francês que participou dos Jogos Olímpicos de Verão de 1960 na prova de estrada individual e terminou em quinquagésimo lugar. Terminou em segundo na corrida de Paris-Arras em 1959 e no Circuito Franco-Belge em 1963. Foi profissional de 1959 a 1967.